# Bengt Odhner
Bengt Arne Odhner, född den 10 augusti 1918 i Adolf Fredriks församling i Stockholm, död den 20 november 1990 i Sundbyberg i Stockholms län, var en svensk diplomat.

## Biografi
Odhner var son till professor Nils Odhner och Signhild Hagström. Han avlade juris doktorsexamen i Genua 1944, tjänstgjorde i Genua, Milano 1938–1945 innan han blev attaché vid Utrikesdepartementet (UD) 1945. Odhner tjänstgjorde som attaché i Teheran, Bagdad 1947–1950, var andre sekreterare vid UD 1950–1955, legationssekreterare vid UD, Washington, D.C. 1955–1959, beskickningsråd i Warszawa 1959–1961 och byråchef vid UD (chef internationella biståndsärenden) 1962–1964. Han var sändebud i Bagdad 1964–1969, jämväl Kuwait 1965–1969, (Rawalpindi), Islamabad 1969–1973, Teheran och Kabul 1973–1978. Efter det var han handelspolitisk förhandlare vid UD 1978–1982 och sedan sändebud i Tunis 1983–1984.
Odhner var utrikesministerns sekreterare 1950–1952, ledare Sveriges allmänna exportförenings handels- och industridelegation till Östafrika 1963, sekreterare, ombud eller ordförande handelsförhandlingar med olika stater från 1953 och ledde särskilda delegationsresor till bland annat Kina, Nordjemen, Algeriet och Indonesien.
Bengt Odhner är begravd på Danderyds kyrkogård.

## Utmärkelser
- Kommendör av Nordstjärneorden (1971; riddare 1964) (KNO)
- Kommendör av Iranska Homa-Youneorden (KIranHYO)[5]
- Kommendör av Tunisiska republikens orden (KTunRO)
- Riddare av Nederländska Oranien-Nassauorden (RNedONO)[5]
- Riddare av Ungerska republikens förtjänstorden (RUngRFO)[5]